# União Soviética nos Jogos Olímpicos de Inverno de 1988
A União Soviética mandou 101 competidores que disputaram dez modalidades nos Jogos Olímpicos de Inverno de 1988, em Calgary, no Canadá. A delegação conquistou 29 medalhas no total, sendo onze de ouro, nove de prata e nove de bronze.